# Slampiskare
Slampiskare (Misgurnus fossilis) är en liten, långsträckt fisk i familjen nissögefiskar som finns i sjöar och vattendrag i Mellaneuropa och Asien.

## Utseende
Slampiskaren är en långsträckt, cylinderformad fisk med ett simsätt som liknar ålens. Fenorna är små, och huvudet har tio skäggtömmar, fördelade med två på underkäken, en i vardera mungipan, och två på nosen. Huden är brunaktig med mörkare och ljusare längsstrimmor, och är ofta täckt av slem. Storleken är vanligtvis kring 20 till 25 cm, även om fisken i Östeuropa kan bli upp till 50 cm.

## Ekologi
Slampiskaren föredrar stillastående, mindre vattensamlingar eller mindre, långsamma vattendrag med mjuk botten. Den är en bottenlevande, nattaktiv art som gömmer sig nedgrävd i bottenmaterialet under dagen. Den andas med gälar, men är också tarmandare som ofta snappar luft vid ytan och kan även ta upp syre med huden. Dess engelska namn, "weatherfish", skall den ha fått på grund av sin vana att bli extra aktiv vid lågt lufttryck. Födan består av små blötdjur och insektslarver. Slampiskaren kan bli 22 år gammal.

### Fortplantning
Arten blir könsmogen vid 2 till 3 års ålder. Den leker mellan mars och juni, då hanen utvecklar vårtliknande bildningar på bröstfenorna. Hanen och honan simmar in bland tät vegetation, ofta på översvämmade ängar, där hanen slingrar sig runt om honan. Hon kan lägga upp till 150 000 klibbiga ägg, som fastnar på växterna. De nykläckta larverna har yttre gälar, som försvinner efter 10 till 12 dagar.

## Utbredning
Slampiskaren finns i Europa norr om Alperna, från Meuse västerut och till Neva och Ladogasjön österut. Finns i bland annat Donau, Volga och även den asiatiska floden Kuban. Inplanterad i Rhône. Nordgränsen går vid södra Jylland och Baltikum.

## Kommersiell användning
Inget organiserat fiske pågår, men ibland tas den på krok för att tjäna som agn. Har även använts som akvariefisk.

## Status
Slampiskaren är klassificerad som livskraftig ("LC") av IUCN, men minskar långsamt. Orsaken är framför allt flodregleringar, som har reducerat de lugna vattenpartierna.